# Пастена
Па̀стена (на италиански: Pastena) е село и община в Централна Италия, провинция Фрозиноне, регион Лацио. Разположено е на 318 m надморска височина. Населението на общината е 1534 души (към 2010 г.).